# Mariivske, Sînelnîkove
Mariivske (în ucraineană Мар`ївське) este un sat în comuna Varvarivka din raionul Sînelnîkove, regiunea Dnipropetrovsk, Ucraina.

## Demografie
Componența lingvistică a localității Mariivske
     Ucraineană (96,2%)
     Rusă (2,53%)
     Germană (1,27%)
Conform recensământului din 2001, majoritatea populației localității Mariivske era vorbitoare de ucraineană (96,2%), existând în minoritate și vorbitori de rusă (2,53%) și germană (1,27%).